# Lappula macra
Lappula macra là loài thực vật có hoa trong họ Mồ hôi. Loài này được Popov ex Pavlov mô tả khoa học đầu tiên năm 1945.